# Bambang Brodjonegoro
Bambang Permadi Soemantri Brodjonegoro (Jakarta, 3 oktober 1966) is een Indonesisch econoom. Sinds 2014 is hij minister.
Nadat hij promoveerde aan de Universiteit van Illinois te Urbana-Champaign in de VS werd hij docent aan de Universitas Indonesia. Aan die universiteit maakte hij carrière en werd hij uiteindelijk decaan van de economische faculteit. In 2014 werd hij door de nieuwe president Joko Widodo benoemd tot minister van Financiën in het kabinet-Kerja. Halverwege de kabinetsperiode werd hij overgeplaatst naar het ministerie van Nationale ontwikkelingsplanning. In de tweede termijn van president Joko Widodo, in het kabinet Indonesia Maju, werd Bambang Brodjonegoro de minister van onderzoek en technologie.